# 2GB
2GB ist ein kommerzieller australischer Radiosender in Sydney, er überträgt auf 873 kHz. Den Programmschwerpunkt bilden Talkshows und damit ist er heute (2007) der populärste und einflussreichste Hörfunksender im Raum Sydney. 2GB ist Teil der Firma Macquarie Radio Network, welche sich im Mehrheitsbesitz von John Singleton befindet.

## Der Name
Die Bezeichnung „2GB“ (im englischen gesprochen toGB sinngemäß fürGB) stand für den italienischen Philosophen Giordano Bruno, dessen Werke von vielen Theosophen sehr geschätzt wurden. Annie Besant, die damalige Präsidentin der Adyar-TG, behauptete, in einer früheren Inkarnation Giordano Bruno gewesen zu sein und Leadbeater, mit Besant eng befreundet, benutzte deshalb die Bezeichnung „2GB“ als versteckte Hommage an seine Freundin. Später änderten sich die Besitzverhältnisse, der Name wurde jedoch beibehalten. Der Sender hat heute nichts mehr mit der Theosophie zu tun, sondern verfolgt ausschließlich kommerzielle Interessen.

## Geschichte
2GB wurde 1926 vom Theosophen Charles Webster Leadbeater gegründet. Betreiber war die am 23. August 1926 ins Leben gerufene Theosophical Broadcasting Station Pty. Ltd., an dieser hielten Theosophen 52 % der Aktien, erster Generaldirektor (Chairman) wurde George Arundale, Geschäftsführer (appointed manager) war Alfred Edward Bennett. Der Sender diente der Theosophischen Gesellschaft Adyar (Adyar-TG) und der Liberal-Katholischen Kirche in Australien als wirksames Instrument zur Verbreitung ihrer Weltanschauung. Leadbeater war damit der erste Theosoph und einer der ersten Vertreter einer Religionsgemeinschaft, der das Medium Rundfunk als Radioprediger nutzte.
1936 fusionierte 2GB mit dem Sender 2UE, Bennett wurde Generaldirektor der neu gegründeten Dachorganisation Broadcasting Service Association Ltd. Am 23. Dezember 1936 änderte sich demgemäß der Name auf Broadcasting Station 2GB. 1938 übernahm Sir Hugh Robert Denison (1865–1940) die Broadcasting Service Association und gliederte sie und damit auch 2GB mehrheitlich in seine Macquarie Broadcasting Services Pty. Ltd. ein. Damit endete auch der theosophische Einfluss auf das Radioprogramm.